# Stemonoporus lanceolatus
Stemonoporus lanceolatus là một loài thực vật thuộc họ Dipterocarpaceae. Đây là loài đặc hữu của Sri Lanka.